# Kilari : Deviens une Star
 (juillet 2025).
Motif : Jeu anecdotique ?
- Archive Wikiwix
- Bing
- Cairn
- DuckDuckGo
- E. Universalis
- Gallica
- Google
- G. Books
- G. News
- G. Scholar
- Persée
- Qwant
- (zh) Baidu
- (ru) Yandex

| 1. | Préciser le motif de la pose du bandeau. | Précisez le motif de la pose du bandeau en utilisant la syntaxe suivante : {{admissibilité à vérifier\|date=juillet 2025\|motif=remplacez ce texte par le motif}}                              |
| 2. | Informer les utilisateurs concernés.     | Pensez à avertir le créateur de l'article, par exemple, en insérant le code ci-dessous sur sa page de discussion : {{subst:avertissement admissibilité à vérifier\|Kilari : Deviens une Star}} |

Kilari : Deviens une Star (きらりん☆レボリューション めざせ!アイドルクイーン, Kirarin Revolution: Mezase! Idol Queen) est un jeu vidéo développé et publié par Konami, sorti sur Nintendo DS le 12 juillet 2007 au Japon et le 4 novembre 2010 en Europe. Il s'agit du troisième jeu basé sur la licence Kilari, et du second distribué en Europe.

## Accueil
- Jeuxvideo.com : 10/20[1]